# Guðmundur Ingi Guðbrandsson
Guðmundur Ingi Guðbrandsson (sinh ngày 28 tháng 3 năm 1977) là Bộ trưởng Bộ Môi trường và Tài nguyên thiên nhiên của Iceland và cũng từng là Giám đốc điều hành của Landvernd, tổ chức NGO bảo tồn thiên nhiên và môi trường lớn nhất ở Iceland, từ 2011 đến 2017. Ông phục vụ như là Bộ trưởng Môi trường bên ngoài quốc hội không giống như phần còn lại của nội các Katrín Jakobsdóttir. Năm 2017, ông trở thành người đồng tính nam công khai đầu tiên trở thành Bộ trưởng Iceland.

## Giáo dục và sự nghiệp
Guðmundur có bằng Cử nhân sinh học tại Đại học Iceland và bằng thạc sĩ khoa học môi trường tại Đại học Yale. Ông đã làm việc với nghiên cứu về sinh thái và nghiên cứu môi trường tại Đại học Iceland và tại Dịch vụ bảo tồn đất của Iceland.  Sau đó, ông làm việc tại Viện Thủy sản nước ngọt ở Hólar in Hjaltadalur. Từ năm 2006, ông là giáo viên bán thời gian tại Đại học Nông nghiệp Iceland và Trung tâm Đại học Westfjords. Ông cũng từng làm kiểm lâm tại Công viên Quốc gia Þingvellir và Công viên Quốc gia Vatnajökull.
Ông là một trong những người sáng lập Hiệp hội bảo vệ môi trường Iceland và là chủ tịch đầu tiên từ năm 2007 đến năm 2010. Năm 2011, ông trở thành CEO của Landvernd, một hiệp hội môi trường Iceland.  Ông từng là Giám đốc điều hành của Landvernd trong 6 năm.